# Emmanuelle Charpentier
Emmanuelle Marie Charpentier (Juvisy-sur-Orge, 11 dicembre 1968) è una biochimica, genetista e microbiologa francese, membro dell'Accademia delle scienze e dell'Accademia delle tecnologie. Nel 2020 ha ricevuto insieme a Jennifer Doudna il Premio Nobel per la chimica "per lo sviluppo di un metodo per l'editing del genoma".

## Biografia
Emmanuelle Charpentier tra il 1986 e il 1992 studia biologia, microbiologia, biochimica e genetica alla Università Pierre e Marie Curie a Parigi, dove è successivamente anche assistente. Svolge il post-dottorato all'Istituto Pasteur nel 1995-1996 e nel 1996-1997 alla Università Rockefeller di New York. Fino al 2002 è assistente di ricerca e poi ricercatrice associata in laboratori americani. Dopo cinque anni negli Stati Uniti, ritorna in Europa. Dal 2002 al 2004 è a capo di un team di ricerca all'Università di Vienna, dov'è anche Professore invitato. Svolge attività di ricerca e insegnamento presso lo stesso istituto e istituzioni collegate, come l'istituto di ricerca "Max F. Perutz", fino al 2009.
Nel 2009 si trasferisce in Svezia dove è nominata professore associato all'Università di Umeå. Lì è a capo di un gruppo di ricerca che ha collaborato con quello di Jennifer Doudna nella ingegnerizzazione della endonucleasi Cas9, facente parte del sistema batterico di difesa CRISPR. Hanno così proposto per prime, nel 2012, l'uso del sistema CRISPR-Cas9, basato su una guida di RNA sintetico che ne ha semplificato molto l'applicazione, per effettuare il cosiddetto editing del genoma,, ricevendo per questo numerosi premi e citazioni.
Co-detentrice di diversi brevetti basati sulla tecnica CRISPR-Cas9, Charpentier è cofondatrice con Rodger Novak e Shaun Foy delle società biotecnologiche "CRISPR Therapeutics" ed "ERS Genomics", che si propongono di applicare tale tecnica in campo biomedico e biotecnologico. 
Dal 2013 assume incarichi di insegnamento e ricerca in Germania, presso la Medizinische Hochschule di Hannover (MHH) e l'Helmholtz-Zentrum für Infektionsforschung di Braunschweig (HZI). Nel gennaio 2014 è la seconda donna nominata Alexander von Humboldt Professor e divide il suo tempo tra i tre istituti di ricerca di Umeå, Hannover e Brunswick.
Dal 2015 dirige l'istituto di Biologia delle Infezioni della Società Max Planck a Berlino. Dal 2016 è Professore onorario alla Università Humboldt di Berlino. Ha mantenuto fino alla fine del 2017 la sua posizione all'università d'Umeå, dove una nuova donazione da parte delle Kempe Foundations e della Knut e Alice Wallenberg Foundation le ha dato l'opportunità di offrire a giovani ricercatori l'opportunità di lavorare nei gruppi di ricerca del Laboratorio MIMS. 
Nel 2018 ha fondato un istituto di ricerca indipendente, il Max Planck Unit for the Science of Pathogens. 
Nel 2020 le viene assegnato il Premio Nobel per la Chimica.

## Premi
- 2009: Premio Theodor Körner
- 2011: Premio Eric. K. Fernström
- 2014: Premio Göran Gustafsson (dell'Accademia reale svedese delle scienze)
- 2014: nominata alla presidenza di Alexander von Humboldt
- 2014: Premio Paul-Janssen per la ricerca biomedica con Jennifer Doudna
- 2014: Premio Gabbay con Feng Zhang e Jennifer Doudna
- 2014: Gran Premio Jean-Pierre Lecocq
- 2015: Premio rivoluzionario nelle scienze della vita
- 2015: Premio Louis-Jeantet
- 2015: Premio Ernst Jung
- 2015: Hansen Family Prize (Bayer Science and Education Foundations)
- 2015: Medaglia Carus della Leopoldina
- 2015: Premio Gruber per la genetica
- 2015: Premio Principessa delle Asturie
- 2015: Premio EC Jubilee dell'Università di Umeå
- 2015: Prix Massry
- 2016: BBVA Foundation Frontiers of Knowledge Award
- 2016: Gottfried Wilhelm Leibniz Prize
- 2016: Premio Paul-Ehrlich-e-Ludwig-Darmstaedter (con Jennifer Doudna)
- 2016: L'Oréal-UNESCO Awards for Women in Science
- 2016: Otto Warburg Medal
- 2016: Cavaliere dell'Ordine Nazionale al Merito
- 2016: HFSP Nakasone Award (con Jennifer Doudna)
- 2016: Premio Tang per la biofarmacia (con Feng Zhang e Jennifer Doudna)
- 2016: Premio della Fondazione Warren Alpert
- 2016: vincitrice del Canada Gairdner International Award 2016
- 2016: Medaglia Wilhelm Exner
- 2016: Premio Meyenburg
- 2017: Premio Novo Nordisk Novozymes
- 2017: Premio Giappone (con Jennifer Doudna)
- 2017: Premio Albany Medical Center (con Jennifer Doudna, Luciano Marraffini, Francisco Juan Martínez Mojica e Feng Zhang)
- 2017: Ordine al merito delle scienze e delle belle arti della Germania
- 2018: "Premio luminare della conferenza mondiale di medicina di precisione"
- 2018: Premio Kavli per le nanoscienze (con Jennifer Doudna e Virginijus Šikšnys)
- 2020: Premio Harvey
- 2020: Premio Wolf con Jennifer Doudna
- 2020: Premio Nobel per la chimica insieme a Jennifer Doudna

### Dottorati honoris causa
- 2016 - Katholieke Universiteit Leuven
- 2016 - Université de New York
- 2016 - École polytechnique fédérale de Lausanne
- 2017 - Université Umeå
- 2017 - University of Western Ontario
- 2017 - Hong Kong University of Science and Technology
- 2018 - Université catholique de Louvain
- 2024 - Università degli studi di Perugia[10]

### Accademie delle scienze
- 2014 - Membro dell'EMBO[11]
- 2015 - Membro della Società Max Planck[12]
- 2015 - Membro dell'Accademia reale svedese delle scienze[13]
- 2017 - Membro della Accademia francese delle scienze[14]
- 2021 - Membro della Pontificia accademia delle scienze[15]

### Altri riconoscimenti
- 2014: Vanity Fair - I 50 francesi più influenti al mondo
- 2014: Foreign Policy - 100 Leading Global Thinkers
- 2015: Vanity Fair - I 50 francesi più influenti al mondo
- 2015: Fierce Biotech - Le 25 persone più influenti nel campo biofarmaceutico
- 2015: TIME - Le 100 persone più influenti al mondo (The Pioneers)
- 2016: TIME - Le 100 persone dell'anno (The CRISPR Pioneers)
- 2017: OOOM 100: Le persone più stimolanti del mondo